# جيمي كلانتون
جيمي كلانتون (بالإنجليزية: Jimmy Clanton)‏ هو كاتب أغاني ومغني أمريكي، ولد في 2 سبتمبر 1938 في راسلاند في الولايات المتحدة.

## وصلات خارجية
- جيمي كلانتون على موقع IMDb (الإنجليزية)
- جيمي كلانتون على موقع ميوزك برينز (الإنجليزية)
- جيمي كلانتون على موقع أول ميوزيك (الإنجليزية)
- جيمي كلانتون على موقع ديسكوغز (الإنجليزية)
- جيمي كلانتون على موقع قاعدة بيانات الفيلم (الإنجليزية)